# Marylebone
Marylebone (també anomenat St. Marylebone o Mary-le-bone) és un barri del districte de Ciutat de Westminster de Londres, Anglaterra (Regne Unit). Rep el nom d'una església dedicada a Santa Maria.